# Eva Celbová
Eva Celbová-Ryšavá (Náchod, 8 maart 1975) is een voormalig, Tsjechisch beachvolleyballer. Met Soňa Nováková-Dosoudilová werd ze tweemaal Europees kampioen, won ze een bronzen medaille bij de wereldkampioenschappen en nam ze deel aan twee opeenvolgende Olympische Spelen.

## Carrière

### 1996 tot en met 2001
Celbová speelde nagenoeg haar hele beachvolleybalcarrière samen met Soňa Nováková-Dosoudilová. Het tweetal debuteerde in 1996 in Oostende in de FIVB World Tour en won datzelfde jaar de Europese titel in Pescara ten koste van de Duitsers Beate Bühler en Danja Müsch. Het daaropvolgende seizoen namen ze deel aan vijf reguliere FIVB-toernooien met twee vijfde plaatsen (Pescara en Osaka) als beste resultaat. In augustus won het duo verder de bronzen medaille bij de EK in Riccione en in september deden ze mee aan de wereldkampioenschappen beachvolleybal in Los Angeles. Daar bereikten ze de achtste finale die verloren werd van het Braziliaanse duo Adriana Behar en Shelda Bede. In 1998 speelden ze zes wedstrijden in de World Tour, waaronder het beachvolleybaltoernooi van de Goodwill Games in New York waar ze als zevende eindigden. In Rodos wonnen Celbová en Nováková opnieuw de Europese titel door de Nederlandse zussen Rebekka Kadijk en Debora Schoon-Kadijk in de finale te verslaan.
Het jaar daarop deden ze mee aan zes reguliere toernooien in de World Tour met een vijfde plaats in Salvador als beste resultaat. Bij de WK in Marseille verloor het duo in de eerste ronde van de Japanners Yukiko Takahashi en Mika Saiki waarna ze in de tweede herkansingsronde definitief werden uitgeschakeld door Behar en Bede. In Palma de Mallorca behaalden Celbová en Nováková bij de EK de bronzen medaille nadat ze de troostfinale hadden gewonnen van het Duitse tweetal Ulrike Schmidt en Gudi Staub. In 2000 speelde het duo in aanloop naar de Spelen vijf wedstrijden op het mondiale niveau. In Sydney bereikten ze bij het olympisch beachvolleybaltoernooi de achtste finale waar Takahashi en Saiki te sterk waren. Bij de EK in Getxo eindigde het duo op plaats vier nadat de wedstrijd om het brons verloren werd van Kadijk en Schoon-Kadijk. Het seizoen daarop deden Celbová en Nováková mee aan vijf reguliere FIVB-toernooien met een vierde plaats in Gran Canaria als beste resultaat. Bij de WK in Klagenfurt wonnen ze ten koste van het Amerikaanse tweetal Elaine Youngs en Barbra Fontana de bronzen medaille. Bij de EK in Jesolo eindigden ze als vijfde en bij de Goodwill Games in Brisbane als dertiende. Daarnaast speelde Celbová in de World Tour een toernooi in Osaka met Marika Těknědžjanová.

### 2002 tot en met 2007
In 2002 namen Celbová en Nováková deel aan zeven toernooien in het mondiale circuit. Ze behaalden daarbij onder meer een vierde (Mallorca) en twee vijfde plaatsen (Madrid en Marseille). In Bazel won het duo ten koste van de Bulgaarse zussen Lina en Petja Jantsjoelova de bronzen medaille bij het EK. Het daaropvolgende seizoen kwamen ze bij de EK in Alanya niet verder dan de achtste finale die verloren ging tegen de Nederlanders Rebekka Kadijk en Marrit Leenstra. In de World Tour speelde het duo negen reguliere wedstrijden en bereikte daarbij viermaal de kwartfinales; in Bali eindigden ze bovendien op de derde plaats. Celbová en Nováková sloten het seizoen af met een negende plaats bij de WK in Rio de Janeiro nadat ze in de achtste finale werden uitgeschakeld door de latere kampioenen Kerri Walsh en Misty May. In 2004 deed het tweetal aan tien FIVB-toernooien mee met twee derde plaatsen (Mallorca en Milaan) als beste resultaat. Bij de EK in Timmendorfer Strand in eindigden ze als vierde nadat ze de troostfinale verloren hadden van het Italiaanse duo Daniela Gattelli en Lucilla Perrotta. In Athene strandde het duo bij de Olympische Spelen in de achtste finale tegen het Amerikaanse team Elaine Youngs en Holly McPeak. Het jaar daarop namen Celbová en Nováková beide een pauze van het beachvolleybal om moeder te worden.
In 2006 speelde het duo twee wedstrijden met elkaar in de World Tour, waarna het uit elkaar ging. Met Tereza Tobiášová nam Celbová dat jaar nog deel aan het FIVB-toernooi in Stavanger. Het daaropvolgende seizoen deed ze met Šárka Nakládalová mee aan drie toernooien in de World Tour. Met Tereza Petrová nam ze deel aan de WK in Gstaad – waar het tweetal niet verder kwam dan de groepsfase – en speelde ze in Klagenfurt haar laatste wedstrijd in de World Tour. Bij de EK in Valencia verloren ze twee wedstrijden op rij waarna het toernooi was afgelopen. Voor de Olympische Spelen in Peking wilden Celbová en Nováková hun samenwerking hervatten, maar een langdurige knieblessure bij Celbová verhinderde dit plan, waarna Celbová later haar beachvolleybalcarrière beëindigde.

## Palmares
Kampioenschappen
- 1996:  EK
- 1997:  EK
- 1997: 9e WK
- 1998:  EK
- 1999:  EK
- 2000: 9e OS
- 2001:  WK
- 2002:  EK
- 2003: 9e WK
- 2004: 9e OS

FIVB World Tour
- 2003:  Bali Open
- 2004:  Mallorca Open
- 2004:  Milaan Open